# グレムリン・インダストリー
グレムリン・インダストリー（英：Gremlin Industries）は、1970年から1980年代初期にかけて存在したアメリカ合衆国のアーケードゲーム製造会社。

## 経歴
1970年にカリフォルニア州サンディエゴにおいて、ソナー（魚群探知機）などを製造する海洋測定機器メーカーとして設立された。1973年にその電子技術を活かしてエレメカにも参入し、野球をモチーフにした最初の作品であるウォールゲーム『Play Ball』の売れ行きは好調だった。
テレビゲーム黎明期に参入した会社の場合、ほとんどのデビュー作は『ポン』や『ブロックくずし』などパドルゲームとなる事が多いが、同社は『ブロッケード』と呼ばれる陣取りゲームだった。
その後は『ブロッケード』のアーケードゲーム基板をシステム基板として、多数のゲームを作り始めた。国内輸入されたものでは、駆逐艦と潜水艦をテーマにした『ディプスチャージ』（1977年9月）がヒットし、これも日本で複数のメーカーから同じゲームが出た。詳細については『ディープスキャン』を参照。
1979年には、『スペースインベーダー』ブームの波に乗れなかったセガ・エンタープライゼスが技術力を身に付けるため、アメリカ支社によってグレムリン・インダストリーを買収。「セガ・グレムリン」と呼ばれるようになった。この時の技術協力にはアーケードゲーム基板として、『ヘッドオン』用基板や、ラスタースキャン・ベクタースキャン兼用のG80基板などが挙げられる。
その後、技術部門はセガ・エレクトロニクスと改名したが、セガ本社が充分な技術力をつけたため、セガ・エレクトロニクスはアメリカの老舗ピンボールメーカーであるバリー社に譲渡された。しかし、1983年にはアタリショックの犠牲となり、1984年には完全に業務を停止した。同社が自社開発したアーケードゲームの中には、異なる名前で再発売されたものもある。

## 日本製ゲームからのライセンス
- ジービー（ナムコ→バンダイナムコエンターテインメント）
- ディッガー（電気音響『平安京エイリアン』のライセンスだが、画面などが作り直されている）
- ムーンクレスタ（日本物産）
- フロッガー（コナミ→コナミデジタルエンタテインメント）
- スペースファイアバード（任天堂）